# Festival de Fez das Músicas Sacras do Mundo
O Festival de Fez das Músicas Sacras do Mundo (em francês: Festival de Fès des musiques sacrées du monde) é um evento anual organizado em Fez, Marrocos, pela Fundação Esprit de Fès ("Espírito de Fez"). A sua primeira edição foi em 1994 e em 2001 foi designado pelas Nações Unidas como um dos eventos que mais contribuíram para o diálogo de civilizações.
Decorre durante 10 dias no fim de maio ou início de junho, com espetáculos e outras manifestações nos principais monumentos e outros locais da cidade milenar. Vêm artistas de todo o mundo, de todas as culturas e áreas culturais. É a principal organização da Fundação Esprit de Fès e inscreve-se na longa tradição académica, artística e espiritual da cidade e tem como objetivo contribuir para a paz universal, a aproximação entre os povos através da música sacra.[carece de fontes?]

## História
O festival foi criado em 1994 por Mohammed Kabbaj e Faouzi Skali para promover a concórdia espiritual mundial, na sequência da Guerra do Golfo de 1991. Em 2001,a ONU mencionou-o como um dos acontecimentos que mais contribuíram para o diálogo entre civilizações, no documento “Unsung Heroes of Dialogue”, além de o considerar um dos 12 eventos mais importantes para a promoção da paz.
Paralelamente ao festival em Fez, desenvolveu-se uma rede internacional de apoio e mediatização, que tem "exportado" o festival para outras partes do mundo. Nos Estados Unidos foi criada a Spirit of Fès Inc., que a cada dois anos organiza espetáculos com parte do programa do festival em vinte cidades norte-americanas. Em outubro e novembro de 2006 foi organizada a digressão “Paths to Hope” ("Caminhos para a Esperança") nos Estados Unidos, que incluiu um concerto em Nova Iorque, no Carnegie Hall. O Festival de Fez também esteve representado em Espanha, no Festival de Músicas Sacras de Girona, desaparecido em 2012.[carece de fontes?]